# Sonequa Martin-Green
Sonequa Martin-Green (n. 21 martie 1985, Russellville⁠(d), Alabama, SUA) este o actriță americană.  Martin-Green este cel mai cunoscută pentru rolul Sashei Williams din The Walking Dead sau cel al Tamarei din Once Upon a Time. Ea interpretează un rol principal (Lieutenant Commander Michael Burnham) în serialul Star Trek: Discovery.

## Filmografie
| An   | Titlu               | Rol           |
| ---- | ------------------- | ------------- |
| 2005 | Not Quite Right     | Coco Delight  |
| 2007 | I-Can-D             | VJ            |
| 2008 | Blind Thoughts      | Jenna Lopez   |
| 2009 | Toe to Toe          | Tosha Spinner |
| 2009 | Rivers Wash Over Me | Shawna King   |
| 2011 | Da Brick            | Rachel        |
| 2011 | Yelling to the Sky  | Jojo Parker   |
| 2012 | Shockwave Darkside  | Private Lang  |

| An        | Titlu                        | Rol                 | Note                            |
| --------- | ---------------------------- | ------------------- | ------------------------------- |
| 2008      | Law & Order: Criminal Intent | Kiana Richmond      | Episodul: "Legacy"              |
| 2009      | Army Wives                   | Kanessa Jones       | 3 episoade                      |
| 2009–2011 | The Good Wife                | Courtney Wells      | 8 episoade                      |
| 2011      | Gossip Girl                  | Joanna              | Episodul: "The Jewel of Denial" |
| 2012      | NYC 22                       | Michelle Terry      | 5 episoade                      |
| 2012–2017 | The Walking Dead             | Sasha Williams      | 44 episoade                     |
| 2013      | Once Upon a Time             | Tamara              | 7 episoade                      |
| 2016–2017 | New Girl                     | Rhonda              | 2 episoade                      |
| 2017      | Penn Zero: Part-Time Hero    | Pirate Maria (voce) | 3 episoade                      |
| 2017–2024 | Star Trek: Discovery         | Michael Burnham     | Rol principal                   |